# Johanna Romberg
Johanna Romberg (* 1958 in Duisburg) ist eine deutsche Journalistin und Autorin.

## Leben und Werk
Johanna Romberg wuchs im Ruhrgebiet auf. Sie studierte zunächst in Köln und Sevilla Schulmusik und Hispanistik. Sie besuchte dann ab 1983 die damalige „Hamburger Journalistenschule“ (heute Henri-Nannen-Schule). Danach arbeitete sie für den Stern, bevor sie 1987 als Reporterin zur Geo wechselte.
Romberg erhielt zweimal den Egon-Erwin-Kisch-Preis und gehört damit zu der kleinen Gruppe von bisher 13 Journalisten, denen dies seit 1977 mehrmals gelang. 1987 erhielt sie den Kisch-Preis für die Arbeit Immer an der Emscher lang, in der sie der Emscher in der Art eines Kinderspiels von der Quelle bis zur Mündung folgt und dabei Umweltverschmutzungen und den Menschen, die damit leben müssen, nachspürt. 1993 erhielt sie erneut den Kisch-Preis für ihre Reportage Karlagin – bitte 4x klingeln über den Alltag in einer Moskauer Wohnkommune. 1996 war sie Mitglied der Jury für den Henri-Nannen-Preis. 2013 wurde sie mit dem Georg von Holtzbrinck Preis für Wissenschaftsjournalismus ausgezeichnet.
Romberg schreibt bei GEO zu einer Vielfalt von Themen, besonders herauszuheben wären die Themen Erziehung, Natur und Umwelt, sowie Stimme und Singen. Ihre Kolumne Was wäre wenn... griff verschiedene Themen mit der kontra-faktischen Methode auf.
In ihrem ersten Buch Federlesen erkundet die Autorin die Welt der heimischen Vögel. Es erschien am 23. Februar 2018 im Verlag Bastei Lübbe. Ihr zweites Buch erschien am 26. Februar 2021 bei Quadriga im Verlag Bastei Lübbe. Sie erkundet in Der Braune Bär fliegt erst nach Mitternacht die heimische Fauna und Flora, beschreibt deren Bedrohung und besondere Menschen, die sich für unsere Naturschätze engagieren.
Johanna Romberg ist in Duisburg aufgewachsen, Hobby-Ornithologin und lebt in der Lüneburger Heide.

## Publikationen
- Federnlesen. Vom Glück, Vögel zu beobachten. Bastei Lübbe, Köln 2018, ISBN 978-3-431-04088-3.
- Der Braune Bär fliegt erst nach Mitternacht. Quadriga, Köln 2021, ISBN 978-3-869-95104-1.